# Марьянополь (Новоукраинская городская община)
Марьяно́поль (укр. Мар'янопіль) — село в Новоукраинской городской общине Новоукраинского района Кировоградской области Украины.
Население по переписи 2001 года составляло 228 человек. Телефонный код — 5251. Код КОАТУУ — 3524083601.